# BB-8
BB-8 е персонаж от поредицата „Междузвездни войни“, който се появява в седмия филм. Той е астродроид, принадлежащ на Съпротивлението. ББ-8 е дроид. Той става третият важен дроид във филма.
ББ-8 е един от главните герои в седмата част. Той върши най-важната работа – пази частта от картата на Люк и неговата главна задача е да я доведе до базата на Съпротивата.
Ролята не е представена, защото този индивид е робот. Този робот е в първия във втория трейлър.

## Персонаж

### Произход
През август 2013 кинематографът на Междузвездни войни: Епизод VII – Силата се пробужда – Даниел Миндел и режисьорът – Райън Джонсън споменават, че Дж. Дж. Ейбрамс ще използва Компютърно Генерирани Изображения (CGI) и по-практични, традиционни специални ефекти за да пресъздаде визуалния реализъм и автентичност на оригиналната трилогия Междузвездни Войни. Това е и причината дроидът BB-8 да бъде физически реквизит, изработен от специалиста по специални ефекти Нийл Сканлан и задвижван на снимачката площадка от актьори. За филма са конструирани 7 BB-8 кукли. Най-използваната е кукла на конци, управлявана от кукловодите Дейв Чапман и Браян Херинг. В допълнение към това, за филма са изработени и няколко радио управляеми единици, както и статични версии на дроида. Напълно функционална роботизирана версия на дроида не е била практичен вариант за снимките, поради което повечето от сцените, където има движение, са заснети с помощта на куклата, където конците са махнати по време на пост продукцията на филма. По-късно радио-управляема единица е конструирана и използвана за рекламните събития, предшестващи филма.

### Развитие
През ноември 2015 Нийл Сканлан казва в интервю за Entertainment Weekly, че дизайнът на дроида идва от оригинална скица на Ейбрамс – „Беше елементарна скица, красива в простотата си на топка с малко куполче отгоре.“ Името BB-8 също е измислено от Ейбрамс, който казва, че звучи почти като ономатопея.

### Представяне
Гласът на BB-8 е записан от комедиантите Бил Хадър и Бен Шуорц, и двамата кредитирани като вокални консултанти във филма. Гласът на дроида е създаден от Ейбрамс, който манипулира гласовете на двамата комедианти през говореща кутия, свързана към iPad, използващ аплет за звукови ефекти.

### Описание
BB-8 е сферичен робот със свободно движеща се куполовидна глава. Дроидът е бял с оранжеви и сребърни акценти, и черно оптична леща на шлема. BB-8 също е оборудван с множество панели, включващи различни инструменти или портове. Нийл Сканлан споделя за личността на робота, „Винаги си представяхме BB-8 като доста манипулативен. Мисля, че знае, че е сладък. Знае, че може да спечели хората. И използва това си качество като децата за да получи своето. Във филма той има много важна мисия, която трябва да изпълни и за да го направи, BB-8 използва индивидуалността, свенливостта си и всичките си присъщи качества.“.

## Появи

### Силата се пробужда (2015)
BB-8 е показан за първи път в 88-секундния тийзър трейлър на Междузвездни войни: Епизод VII - Силата се пробужда, пуснат от Lucasfilm на 8 ноември 2014 година. Името на дроидчето става ясно през декември 2014.
Във филма, BB-8 е дроид астромеханик, принадлежащ на X-wing пилота от Съпротивата По Дамерон (Оскар Исаак). По поверява на дроидчето карта, която трябва да бъде доставена в щабквартирата на съпротивата за да бъде намерен рицарят джедай Люк Скайуокър. Докато По е заловен и разпитван от зловещия командир на „Първия ред“ – Кайло Рен, BB-8 бяга през пустинята на планетата Джаку и намира убежище при Рей. В крайна сметка Рей, ренегатът щурмовак Фин, Хан Соло и Чубака успяват да върнат BB-8 на лидера на съпротивата Лея Органа.

### Последният Джедай (2017)
BB-8 ще се появи в Междузвездни Войни: Последният Джедай през 2017.

### Мърчандайзинг
Официалното пускане на целия мърчандайзинг за Силата се пробужда, пуснат на 4 септември 2015, включва 11.4 сантиметров BB-8 робот, задвижван с аплет и разработен от Сфиро. Компанията участвала в стартъп акселератор програма на Дисни през юли 2014, по време на която изпълнителният директор на Дисни – Боб Игер показва на хора от Сфиро снимки на BB-8 от снимачната площадка преди който и да било извън екипа на филма да разбере за съществуването на BB-8. През ноември 2014 Сфийро продобиват лиценза за играчката, приключвайи разработката и масовата продукция до септември 2015, точно навреме за официалното пускане на мърчандайзинга.